# Europeiska unionens gemensamma försvarsklausul
Europeiska unionens gemensamma försvarsklausul är en klausul i fördraget om Europeiska unionen som innebär att unionens medlemsstater är skyldiga att ge en medlemsstat som utsätts för ett väpnat angrepp på sitt territorium stöd och bistånd med alla till buds stående medel, i enlighet med bestämmelserna om individuellt och kollektivt självförsvar i artikel 51 i FN-stadgan. Klausulen utgör en viktig del av den gemensamma säkerhets- och försvarspolitiken. Dess exakta praktiska innebörd är dock oklar, även om den uppvisar vissa likheter med motsvarande kollektiva försvarsklausuler i nordatlantiska fördraget och det numera upphävda Brysselfördraget. Den gemensamma försvarsklausulen är underställd nordatlantiska fördraget för de medlemsstater som ingår i Nato, medan den inte ska påverka neutraliteten eller alliansfriheten för de medlemsstater som har åtagit sig en sådan ”särskild karaktär” hos sin säkerhets- och försvarspolitik.
Bestämmelserna om den gemensamma försvarsklausulen återfinns i artikel 42.7 i fördraget om Europeiska unionen:
| ”                                                                                        | Om en medlemsstat skulle utsättas för ett väpnat angrepp på sitt territorium, är de övriga medlemsstaterna skyldiga att ge den medlemsstaten stöd och bistånd med alla till buds stående medel i enlighet med artikel 51 i Förenta nationernas stadga. Detta ska inte påverka den särskilda karaktären hos vissa medlemsstaters säkerhets- och försvarspolitik. Åtagandena och samarbetet på detta område ska vara förenliga med åtagandena inom Nordatlantiska fördragsorganisationen, som för de stater som är medlemmar i denna också i fortsättningen ska utgöra grunden för deras kollektiva försvar och den instans som genomför det. | „ |
| – Artikel 42.7 i fördraget om Europeiska unionen efter Lissabonfördragets ikraftträdande | |   |

Bestämmelserna om den gemensamma försvarsklausulen infördes genom Lissabonfördraget, som trädde i kraft den 1 december 2009, och syftade till att införliva återstoden av det ändrade Brysselfördraget inom Europeiska unionens ramar. På så sätt kunde unionen slutligen helt ta över Västeuropeiska unionens funktioner. Klausulen har hittills endast använts vid ett enda tillfälle; på begäran av Frankrike efter terrordåden i Paris i november 2015.